# Højbane
Højbane er en jernbanestrækning der er anlagt over gadeniveau, således at øvrig trafik kan krydse under uden at skulle vige for passerende tog.
En højbane kan være anbragt enten på viadukt eller brolignenede konstruktion (ligesom Københavns Metro i Ørestad), oven på en massiv bybebyggelse (ligesom højbanen ved Nørrebro Station eller Nordhavn Station) eller på en jordvold eller dæmning.
Præcis som det er tilfældet med en undergrundsbane, er formålet med højbaner typisk at fjerne eller lindre jernbanens barrierevirkning i bymiljøet, da man kan føre anden trafik under, uden at den skal krydse banen i niveau. Dette kan også opnås med en undergrundsbane, som imidlertid ofte er væsentligt dyrere. Ulemper ved højbanen er, at den er meget synlig i bymiljøet og at støjen fra den kan nå langt omkring.
Højbaner er eller har været en væsentlig del af metrosystemer mange steder i udlandet. Store og kendte metroer som i f.eks. New York, "L"-banen i Chicago, Paris, Hamburg og Berlin har mange højbanestrækninger. De fleste af dem er bygget som stålkonstruktioner, f.eks. langs (over) større gader. Hamburgs U-Bahn (metro) hedder oprindeligt Hamburger Hochbahn – da en stor del af den var anlagt som højbaner.